# Jean-Jacques de Mayenfisch
Jean-Jacques de Mayenfisch, né à Kaiserstuhl le 8 octobre 1726 et mort à Berne le 24 janvier 1802, est un militaire suisse au service de la France.

## Biographie

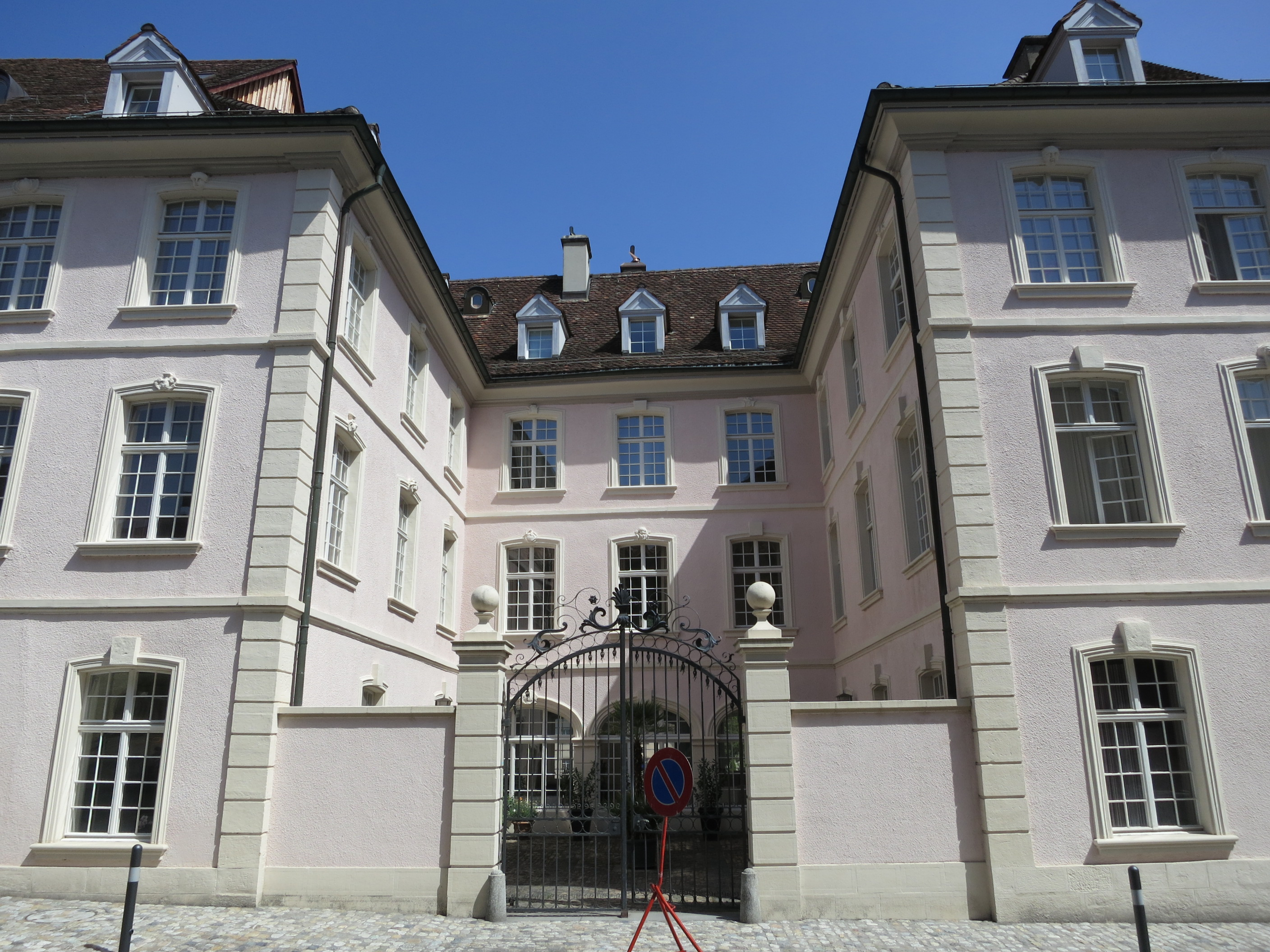
Le Marschallhaus à Kaiserstuhl.

Fils de François-Bernard de Mayenfisch et Hélène von Buol, tous deux issus d'anciennes familles nobles de Kaiserstuhl, il perdit son père à l'âge de six ans et fut destiné par sa mère à l'état ecclésiastique. Élève au collège des Jésuites, il entre à 17 ans au service de France comme enseigne dans le régiment suisse de Vigier. Il sert avec distinction dans les campagnes d'Italie de 1746 et 1747, en particulier sur le Siège de Gênes. Il est fait chevalier de l'Ordre royal et militaire de Saint-Louis le 23 novembre 1760 pour s'être distingué à la bataille de Corbach lors de la guerre de Sept Ans.
En 1755 il obtint la majorité du régiment de Castella, en 1766 la commission de lieutenant-colonel, et en 1774 celle de colonel. Nommé brigadier le 1er mars 1780 et puis maréchal de camp le 1er janvier 1784 avec une pension de 6 000 livres sur le trésor royal « en considération de la distinction de ses services ».
En 1782, dans une lettre patente daté du 19 août, lui et ses fils sont acceptés et reçus (auf- und angenommen) comme nobles de la Maison-Dieu (adelige Gotteshausleute) par le prince du Saint-Empire abbé Beda de Saint-Gall,,.
En 1792 il prend sa retraite à la maison (appelée Marschallhaus) qu'il avait fait construire en 1764 dans sa ville natale. En 1798, il est élu juge du tribunal suprême de la République helvétique.
Il meurt à Berne le 24 janvier 1802 d'une attaque d'apoplexie, à l'âge de 76 ans.

## Mariage et descendance
Le 7 octobre 1764 il épouse Marie-Anne Elisabeth Wurmer (14 février 1749-1808). De cette union naissent trois fils:
- Jean-Ulrich (13 janvier 1773-28 juin 1816), officier du 5e. Régiment Suisse (Traxler) au service d'Espagne[9].
- Théodore Jacques (né le 26 novembre 1775).
- Jean-Baptiste de Mayenfisch-Rappenstein, (23 juin 1777-1837), chanoine du monastère de Zurzach, puis capitaine de l'armée helvétique[10], père du baron Charles de Mayenfisch-Rappenstein (1803-1877), chambellan du Roi de Prusse[8], collectionneur d'antiquités, archéologue et directeur des musées de Sigmaringen.

## Armoiries familiales
| Figure | Blasonnement |
|        | Famille de Mayenfisch - De gueules à deux poissons d'argent, en barre, l'un sur l'autre, accompagnés en chef d'une rose d'argent, tigée et feuillé de sinople et, en pointe, d'un trèfle aussi de sinople., |